# Liste der Einträge im National Register of Historic Places im Cook County (Illinois)/Chicago Nord

Lage des Cook County in Illinois

Die Liste der Einträge im National Register of Historic Places im Cook County in Illinois führt alle Bauwerke und historischen Stätten im Cook County auf, die in das National Register of Historic Places aufgenommen wurden.
Die Liste gliedert sich in fünf Teile:
- Liste der Einträge im National Register of Historic Places in Chicago-Zentrum
- Liste der Einträge im National Register of Historic Places in Chicago-Nord
- Liste der Einträge im National Register of Historic Places in Chicago-West
- Liste der Einträge im National Register of Historic Places in Chicago-Süd
- Liste der Einträge im National Register of Historic Places im Cook County außerhalb von Chicago

## Legende
| NRHP | Historic Place                      |
| HD   | Historic District                   |
| NHL  | National Historic Landmark          |
| NHLD | National Historic Landmark District |

## Aktuelle Einträge
In dieser Tabelle sind die NRHP-Einträge im Norden von Chicago aufgeführt, der größten Stadt des Cook County und des Staates Illinois. Unter der Rubrik "Ort" ist der jeweilige Stadtteil (Neighborhood) angegeben.
| [ 3 ] | Name                                                     | Bild                                                     | Eintragsdatum        | Lage | Ort                        | Beschreibung                                    |
| ----- | -------------------------------------------------------- | -------------------------------------------------------- | -------------------- | --- | -------------------------- | ----------------------------------------------- |
| 1     | Alta Vista Terrace Historic District                     | Alta Vista Terrace Historic District                     | 1972 ID-Nr. 72000448 | Block zwischen West Byron Street, West Grace Street, North Kenmore Avenue und North Seminary Avenue 41° 56′ 59″ N, 87° 39′ 26″ W | Lake View                  | Die Gebäude wurden im Jahr 1904 errichtet.      |
| 2     | Anderson-Carlson Building                                | Anderson-Carlson Building                                | 2005 ID-Nr. 05001259 | 2044-48 West Farwell Avenue 42° 0′ 31″ N, 87° 40′ 58″ W | West Ridge                 |                                                 |
| 3     | Andersonville Commercial Historic District               | Andersonville Commercial Historic District               | 2010 ID-Nr. 08000294 | 4900-5800 North Clark Street 41° 59′ 0″ N, 87° 40′ 8″ W | Edgewater                  |                                                 |
| 4     | The Aquitania                                            | The Aquitania                                            | 2002 ID-Nr. 02000099 | 5000 North Marine Drive 41° 58′ 25″ N, 87° 39′ 5″ W | Uptown                     |                                                 |
| 5     | Emil Bach House                                          | Emil Bach House                                          | 1979 ID-Nr. 79000821 | 7415 North Sheridan Road 42° 0′ 58″ N, 87° 39′ 53″ W | Rogers Park                |                                                 |
| 6     | Balaban and Katz Uptown Theatre                          | Balaban and Katz Uptown Theatre                          | 1986 ID-Nr. 86003181 | 4814-4816 North Broadway 41° 58′ 11″ N, 87° 39′ 38″ W | Uptown                     |                                                 |
| 7     | Belden Stratford Hotel                                   | Belden Stratford Hotel                                   | 1992 ID-Nr. 92000485 | 2300 North Lincoln Park West 41° 55′ 26″ N, 87° 38′ 12″ W | Lincoln Park               |                                                 |
| 8     | Belmont-Sheffield Trust and Savings Bank Building        | Belmont-Sheffield Trust and Savings Bank Building        | 1984 ID-Nr. 84000931 | 1001 West Belmont Avenue und 3146 North Sheffield Avenue 41° 56′ 23″ N, 87° 39′ 17″ W | Lake View                  |                                                 |
| 9     | Berger Park                                              | Berger Park                                              | 2010 ID-Nr. 09001225 | 6205-6247 North Sheridan Road 41° 59′ 40,8″ N, 87° 39′ 19,8″ W | Edgewater                  |                                                 |
| 10    | Best Brewing Company of Chicago Building                 | Best Brewing Company of Chicago Building                 | 198 ID-Nr. 87001263  | 1315-1317 West Fletcher Street 41° 56′ 19″ N, 87° 39′ 42″ W | Lake View                  |                                                 |
| 11    | Biograph Theater Building                                | Biograph Theater Building                                | 1984 ID-Nr. 84000934 | 2433 North Lincoln Avenue 41° 55′ 35″ N, 87° 38′ 57″ W | Lincoln Park               |                                                 |
| 12    | Bohemian National Cemetery                               | Bohemian National Cemetery                               | 2006 ID-Nr. 06000374 | 5255 North Pulaski Road 41° 58′ 45″ N, 87° 43′ 27″ W | North Park                 |                                                 |
| 13    | Roger Brown Home and Studio                              | Roger Brown Home and Studio                              | 2011 ID-Nr. 11000029 | 1926 North Halsted Street 41° 55′ 1″ N, 87° 38′ 56″ W | Lincoln Park               |                                                 |
| 14    | Bryn Mawr Avenue Historic District                       | Bryn Mawr Avenue Historic District                       | 1995 ID-Nr. 95000482 | West Bryn Mawr Avenue zwischen North Sheridan Road und North Broadway Street 41° 59′ 2″ N, 87° 39′ 22″ W | Edgewater                  |                                                 |
| 15    | Buena Park Historic District                             | Buena Park Historic District                             | 1984 ID-Nr. 84000937 | Abgegrenzt durch Graceland Cemetery, North Marine Drive, West Irving Park Road und West Montrose Avenue 41° 57′ 29″ N, 87° 39′ 6″ W | Uptown                     |                                                 |
| 16    | Building at 2440 N. Lakeview Avenue                      | Building at 2440 N. Lakeview Avenue                      | 2011 ID-Nr. 11000847 | 2440 North Lakeview Avenue 41° 55′ 36,1″ N, 87° 38′ 22,6″ W | Lincoln Park               |                                                 |
| 17    | Building at 399 West Fullerton Parkway                   | Building at 399 West Fullerton Parkway                   | 2007 ID-Nr. 07000456 | 399 West Fullerton Parkway 41° 55′ 31″ N, 87° 38′ 21″ W | Lincoln Park               |                                                 |
| 18    | Building at 5510 North Sheridan                          | Building at 5510 North Sheridan                          | 2001 ID-Nr. 01000870 | 5510 North Sheridan Road 41° 58′ 57″ N, 87° 39′ 20″ W | Edgewater                  |                                                 |
| 19    | Castlewood Terrace                                       | Castlewood Terrace                                       | 2009 ID-Nr. 09000232 | 819-959 West Castlewood Terrace 41° 58′ 14″ N, 87° 39′ 6″ W | Uptown                     |                                                 |
| 20    | Chicago and North Western Railroad Depot                 | Chicago and North Western Railroad Depot                 | 2001 ID-Nr. 01000081 | 6088 North Northwest Highway 41° 59′ 30″ N, 87° 47′ 56″ W | Norwood Park               |                                                 |
| 21    | Francis J. Dewes House                                   | Francis J. Dewes House                                   | 1973 ID-Nr. 73000694 | 503 West Wrightwood Avenue 41° 55′ 50″ N, 87° 38′ 31″ W | Lincoln Park               |                                                 |
| 22    | East Ravenswood Historic District                        | East Ravenswood Historic District                        | 1991 ID-Nr. 91001364 | Abgegrenzt durch West Lawrence Avenue, North Clark Street, West Irving Park Road und North Ravenswood Avenue 41° 57′ 37″ N, 87° 40′ 9″ W | Lake View und Uptown       |                                                 |
| 23    | Edgewater Beach Apartments                               | Edgewater Beach Apartments                               | 1994 ID-Nr. 94000979 | 5555 North Sheridan Road 41° 59′ 1″ N, 87° 39′ 17″ W | Edgewater                  |                                                 |
| 24    | Edison Park                                              | Edison Park                                              | 2007 ID-Nr. 07000990 | 6755 North Northwest Highway 42° 0′ 14″ N, 87° 49′ 3″ W | Edison Park                |                                                 |
| 25    | Episcopal Church of the Atonement and Parish House       | Episcopal Church of the Atonement and Parish House       | 2009 ID-Nr. 09000590 | 5751 North Kenmore Avenue 41° 59′ 12,2″ N, 87° 39′ 24,1″ W | Edgewater                  |                                                 |
| 26    | Epworth Methodist Episcopal Church                       | Epworth Methodist Episcopal Church                       | 2008 ID-Nr. 08000503 | 5253 North Kenmore Avenue 41° 58′ 39″ N, 87° 39′ 23,1″ W | Edgewater                  |                                                 |
| 27    | Eugene Field Park                                        | Eugene Field Park                                        | 2006 ID-Nr. 06000677 | 5100 North Ridgeway Avenue 41° 58′ 36″ N, 87° 43′ 25″ W | Albany Park und North Park |                                                 |
| 28    | Falconer Bungalow Historic District                      | Falconer Bungalow Historic District                      | 2007 ID-Nr. 07000114 | Abgegrenzt durch West Wellington Avenue, North Lamon Avenue, North Laramie Avenue und West Diversey Parkway 41° 56′ 0,4″ N, 87° 45′ 9,9″ W | Belmont Cragin             |                                                 |
| 29    | John Gauler Houses                                       | John Gauler Houses                                       | 1977 ID-Nr. 77000475 | 5917-5921 N0rth Magnolia Avenue 41° 59′ 26″ N, 87° 39′ 41″ W | Edgewater                  |                                                 |
| 30    | Getty Tomb                                               | Getty Tomb                                               | 1974 ID-Nr. 74000750 | Graceland Cemetery, North Clark Street und W. Irving Park Road 41° 57′ 40″ N, 87° 39′ 41″ W | Uptown                     |                                                 |
| 31    | Graceland Cemetery                                       | Graceland Cemetery                                       | 2001 ID-Nr. 00001628 | 4001 North Clark Street 41° 57′ 28″ N, 87° 39′ 50″ W | Uptown                     |                                                 |
| 32    | Ann Halsted House                                        | Ann Halsted House                                        | 1973 ID-Nr. 73000695 | 440 West Belden Avenue 41° 55′ 26″ N, 87° 38′ 25″ W | Lincoln Park               |                                                 |
| 33    | Hermitage Apartments                                     | Hermitage Apartments                                     | 1985 ID-Nr. 85000266 | 4606 North Hermitage Avenue 41° 57′ 57″ N, 87° 40′ 22″ W | Uptown                     |                                                 |
| 34    | Immaculata High School                                   | Immaculata High School                                   | 1977 ID-Nr. 77000476 | 600 West Irving Park Road 41° 57′ 18″ N, 87° 38′ 45″ W | Uptown                     |                                                 |
| 35    | Independence Park                                        | Independence Park                                        | 2009 ID-Nr. 09000023 | 3945 North Springfield Avenue 41° 57′ 9,2″ N, 87° 43′ 29,7″ W | Irving Park                |                                                 |
| 36    | Indian Boundary Park                                     | Indian Boundary Park                                     | 1995 ID-Nr. 95000485 | 2500 West Lunt Avenue 42° 0′ 34″ N, 87° 41′ 36″ W | West Ridge                 |                                                 |
| 37    | Jefferson Park                                           | Jefferson Park                                           | 2006 ID-Nr. 06000679 | 4822 North Long Avenue 41° 58′ 14″ N, 87° 45′ 50″ W | Jefferson Park             |                                                 |
| 38    | Krause Music Store                                       | Krause Music Store                                       | 2006 ID-Nr. 06000452 | 4611 North Lincoln Avenue 41° 58′ 2″ N, 87° 41′ 10″ W | Lincoln Square             |                                                 |
| 39    | Lakeview Historic District                               | Lakeview Historic District                               | 1977 ID-Nr. 77000478 | Abgegrenzt durch West Wrightwood Avenue, North Lakeview Avenue, North Sheridan Road, West Belmont Avenue, North Halsted Street, West Wellington Avenue, North Racine Avenue und West George Street; Erweiterung um 701, 705, 711, 715-717, 721, 733-735, 737 und 739 Belmont Avenue, 3162 und 3164 North Orchard Street sowie 3171 North Halsted Street 41° 56′ 6″ N, 87° 38′ 56″ W | Lake View und Lincoln Park | Erweiterung im Jahr 1986                        |
| 40    | Lakewood Balmoral Historic District                      | Lakewood Balmoral Historic District                      | 1999 ID-Nr. 99000162 | Abgegrenzt durch North Magnolia Avenue, North Wayne Avenue, West Foster Avenue und West Bryn Mawr Avenue 41° 58′ 48″ N, 87° 39′ 45″ W | Edgewater                  |                                                 |
| 41    | Julia C. Lathrop Homes                                   | Julia C. Lathrop Homes                                   | 2012 ID-Nr. 12000025 | Abgegrenzt durch North Clybourn Avenue, North Damen Avenue, North Leavitt Street und den Chicago River 41° 55′ 46,6″ N, 87° 40′ 27,5″ W | Lincoln Park               |                                                 |
| 42    | Lincoln Park                                             | Lincoln Park                                             | 1994 ID-Nr. 94001029 | 2045 North Lincoln Park West 41° 55′ 49″ N, 87° 37′ 52″ W | Lincoln Park               |                                                 |
| 43    | Lincoln Park Lily Pool                                   | Lincoln Park Lily Pool                                   | 2006 ID-Nr. 06000235 | West Fullerton Drive zwischen North Cannon Drive und North Stockton Drive 41° 55′ 29,8″ N, 87° 38′ 2,3″ W | Lincoln Park               |                                                 |
| 44    | Lincoln Park, South Pond Refectory                       | Lincoln Park, South Pond Refectory                       | 1986 ID-Nr. 86003154 | 2021 North Stockton Drive 41° 55′ 9″ N, 87° 38′ 2″ W | Lincoln Park               |                                                 |
| 45    | Logan Square Boulevards Historic District                | Logan Square Boulevards Historic District                | 1985 ID-Nr. 85002901 | West Logan Boulevard, Logan Square, North Kedzie Boulevard, Palmer Square und North Humboldt Boulevard 41° 55′ 12″ N, 87° 41′ 58″ W | Logan Square               |                                                 |
| 46    | Charles N. Loucks House                                  | Charles N. Loucks House                                  | 1984 ID-Nr. 84001006 | 3926 North Keeler Avenue 41° 57′ 9″ N, 87° 43′ 58″ W | Irving Park                |                                                 |
| 47    | Malden Towers                                            | Malden Towers                                            | 1983 ID-Nr. 83003560 | 4521 North Malden Street 41° 57′ 51″ N, 87° 39′ 43″ W | Uptown                     |                                                 |
| 48    | Mandel Brothers Warehouse Building                       | Mandel Brothers Warehouse Building                       | 1993 ID-Nr. 93000841 | 3254 North Halsted Street 41° 56′ 30″ N, 87° 38′ 58″ W | Lake View                  |                                                 |
| 49    | Manor House                                              | Manor House                                              | 1987 ID-Nr. 87001290 | 1021-1029 West Bryn Mawr Avenue 41° 59′ 1″ N, 87° 39′ 22″ W | Edgewater                  |                                                 |
| 50    | Meekerville Historic District                            | Meekerville Historic District                            | 2006 ID-Nr. 06000383 | 303 West Barry Avenue, 325,303-341,344 West Wellington Avenue und 340 West Oakdale Avenue 41° 56′ 12″ N, 87° 38′ 18″ W | Lake View                  |                                                 |
| 51    | Mundelein College Skyscraper Building                    | Mundelein College Skyscraper Building                    | 1980 ID-Nr. 80001348 | 6363 North Sheridan Road 41° 59′ 54″ N, 87° 39′ 25″ W | Rogers Park                |                                                 |
| 52    | Noble-Seymour-Crippen House                              | Noble-Seymour-Crippen House                              | 2000 ID-Nr. 00000950 | 5622-5624 North Newark Avenue 41° 59′ 2″ N, 87° 47′ 43″ W | Norwood Park               |                                                 |
| 53    | North Mayfair Bungalow Historic District                 |                                                          | 2006 ID-Nr. 05001608 | Abgegrenzt durch West Foster Avenue, North Pulaski Road, North Kilbourn Avenue und West Lawrence Avenue 41° 58′ 19″ N, 87° 44′ 8″ W | Albany Park                |                                                 |
| 54    | Northwestern Terra Cotta Company Building                | Northwestern Terra Cotta Company Building                | 1989 ID-Nr. 88003245 | 1701-1711 West Terra Cotta Place 41° 55′ 40″ N, 87° 40′ 17″ W | Lincoln Park               |                                                 |
| 55    | Norwood Park Historical District                         | Norwood Park Historical District                         | 2002 ID-Nr. 02001350 | Abgegrenzt durch North Harlem Avenue, North Nagle Avenue, West Bryn Mawr Avenue und North Avondale Avenue 41° 59′ 21″ N, 87° 47′ 59″ W | Norwood Park               |                                                 |
| 56    | Old Main Building                                        | Old Main Building                                        | 1982 ID-Nr. 82002529 | 3235 West Foster Avenue auf dem Campus des North Park College 41° 58′ 30″ N, 87° 42′ 36″ W | North Park                 |                                                 |
| 57    | Old Town Triangle Historic District                      | Old Town Triangle Historic District                      | 1984 ID-Nr. 84000347 | Abgegrenzt durch West Armitage Avenue, West North Avenue, North Clark Street und North Mohawk Street. 41° 54′ 49″ N, 87° 38′ 1″ W | Lincoln Park               |                                                 |
| 58    | Pattington Apartments                                    | Pattington Apartments                                    | 1980 ID-Nr. 80001349 | 660-700 West Irving Park Road 41° 57′ 17″ N, 87° 38′ 54″ W | Uptown                     |                                                 |
| 59    | Portage Park                                             | Portage Park                                             | 1995 ID-Nr. 66000108 | 4100 North Long Avenue 41° 57′ 18″ N, 87° 45′ 52″ W | Portage Park               |                                                 |
| 60    | Ravenswood Manor Historic District                       | Ravenswood Manor Historic District                       | 2008 ID-Nr. 08000836 | Abgegrenzt durch North Sacramento Avenue, Nordufer des Chicago River, West Lawrence Avenue und West Montrose Avenue 41° 57′ 55″ N, 87° 42′ 3″ W | Albany Park                |                                                 |
| 61    | Reebie Moving and Storage Company                        | Reebie Moving and Storage Company                        | 1979 ID-Nr. 79000828 | 2325-2333 North Clark Street 41° 55′ 28″ N, 87° 38′ 23″ W | Lincoln Park               |                                                 |
| 62    | Jacob A. Riis Park                                       | Jacob A. Riis Park                                       | 1995 ID-Nr. 95000483 | 6100 West Fullerton Avenue 41° 55′ 33″ N, 87° 46′ 44″ W | Belmont Cragin             |                                                 |
| 63    | Rogers Park Manor Bungalow Historic District             | Rogers Park Manor Bungalow Historic District             | 2005 ID-Nr. 05001258 | Abgegrenzt durch West Lunt Avenue, North Western Avenue sowie beide Seiten der West Farwell Avenue und der North California Avenue 42° 0′ 24″ N, 87° 41′ 42″ W | West Ridge                 |                                                 |
| 64    | Ropp-Grabill House                                       | Ropp-Grabill House                                       | 1985 ID-Nr. 85000840 | 4132 North Keeler Avenue 41° 57′ 24″ N, 87° 43′ 58″ W | Irving Park                |                                                 |
| 65    | Rosehill Cemetery Administration Building and Entry Gate | Rosehill Cemetery Administration Building and Entry Gate | 1975 ID-Nr. 75000651 | 5800 North Ravenswood Avenue 41° 59′ 11″ N, 87° 40′ 31″ W | Lincoln Square             |                                                 |
| 66    | Theodore Rozek House                                     | Theodore Rozek House                                     | 2011 ID-Nr. 11000779 | 6337 North Hermitage Avenue 41° 59′ 54″ N, 87° 40′ 23″ W | Edgewater                  |                                                 |
| 67    | Sauganash Historic District                              | Sauganash Historic District                              | 2010 ID-Nr. 10000310 | Abgegrenzt durch Lemont Avenue, Keating Avenue, die Eisenbahngleise der ehemaligen Chicago and North Western Railway und Kilbourn Avenue 41° 59′ 24,1″ N, 87° 44′ 32,2″ W | Forest Glen                |                                                 |
| 68    | Schorsch Irving Park Gardens Historic District           | Schorsch Irving Park Gardens Historic District           | 2004 ID-Nr. 04000075 | Abgegrenzt durch West Grace Street, West Patterson Avenue, North Austin Avenue und North Melvena Avenue 41° 57′ 0″ N, 87° 46′ 45″ W | Dunning                    |                                                 |
| 69    | Carl Schurz High School                                  | Carl Schurz High School                                  | 2011 ID-Nr. 11000031 | 3601 North Milwaukee Avenue 41° 56′ 47″ N, 87° 44′ 8″ W | Irving Park                |                                                 |
| 70    | Sheffield Historic District                              | Sheffield Historic District                              | 1976 ID-Nr. 76000704 | Abgegrenzt durch West Fullerton Avenue, North Lincoln Avenue, North Larrabee Street, West Dickens Avenue, North Burling Street, West Wisconsin Street, North Clybourn Avenue, North Lakewood Avenue, West Belden Avenue und North Southport Avenue; erste Erweiterung um Montana Street, Altgeld Street und Southport Avenue; zweite Erweiterung um West Altgeld Street und North Lakewood Avenue, North Fullerton Avenue und North Southport Avenue; dritte Erweiterung um West Wisconsin Street, Armitage Avenue, North Howe Street, North Halsted Street, North Willow Street und North Kenmore Avenue 41° 55′ 15″ N, 87° 39′ 12″ W | Lincoln Park               | Erweiterungen in den Jahren 1982, 1985 und 1986 |
| 71    | Sheridan Park Historic District                          | Sheridan Park Historic District                          | 1985 ID-Nr. 85003352 | Abgegrenzt durch West Lawrence Avenue, North Racine Avenue, West Montrose Avenue und North Clark Street 41° 57′ 55″ N, 87° 39′ 47″ W | Uptown                     |                                                 |
| 72    | Sheridan Plaza Hotel                                     | Sheridan Plaza Hotel                                     | 1980 ID-Nr. 80001350 | 4601-4613 North Sheridan Road 41° 57′ 56″ N, 87° 39′ 16″ W | Uptown                     |                                                 |
| 73    | Swedish American Telephone Company Building              | Swedish American Telephone Company Building              | 1985 ID-Nr. 85002286 | 5235-5257 North Ravenswood Avenue 41° 58′ 39″ N, 87° 40′ 27″ W | Edgewater                  |                                                 |
| 74    | Talman West Ridge Bungalow Historic District             | Talman West Ridge Bungalow Historic District             | 2008 ID-Nr. 08001169 | Abgegrenzt durch North Campbell Avenue, West Devon Avenue, North Fairfield Avenue und West Pratt Avenue 41° 59′ 51,7″ N, 87° 41′ 32,4″ W | West Ridge                 |                                                 |
| 75    | Curt Teich and Company Building                          | Curt Teich and Company Building                          | 1990 ID-Nr. 90000340 | 1733-55 West Irving Park Road 41° 57′ 14″ N, 87° 40′ 25″ W | Lake View                  | Im damaligen Besitz von Curt Teich              |
| 76    | Theurer-Wrigley House                                    | Theurer-Wrigley House                                    | 1980 ID-Nr. 80001352 | 2466 North Lakeview Avenue 41° 55′ 39″ N, 87° 38′ 21″ W | Lincoln Park               |                                                 |
| 77    | Uptown Broadway Building                                 | Uptown Broadway Building                                 | 1986 ID-Nr. 86003143 | 4703-4715 North Broadway 41° 58′ 5″ N, 87° 39′ 31″ W | Uptown                     |                                                 |
| 78    | Uptown Square Historic District                          | Uptown Square Historic District                          | 2000 ID-Nr. 00001336 | Entlang der Lawrence Avenue und des Broadway 41° 58′ 5″ N, 87° 39′ 26″ W | Uptown                     |                                                 |
| 79    | Vassar Swiss Underwear Company Building                  | Vassar Swiss Underwear Company Building                  | 2008 ID-Nr. 07000859 | 2545 West Diversey Avenue 41° 55′ 56,3″ N, 87° 41′ 34,8″ W | Avondale                   |                                                 |
| 80    | Villa Historic District                                  | Villa Historic District                                  | 1979 ID-Nr. 79000830 | Abgegrenzt durch North Avondale Avenue, West Addison Street, North Pulaski Road und N. Hamlin Avenue; Erweitert um 3948-3952 und 3949-3953 West Waveland Avenue 41° 56′ 52″ N, 87° 43′ 30″ W | Avondale und Irving Park   | Erweiterung im Jahr 1983                        |
| 81    | West Argyle Street Historic District                     | West Argyle Street Historic District                     | 2010 ID-Nr. 10000311 | Abgegrenzt durch North Sheridan Road, West Ainslie, North Broadway und West Winona Street 41° 58′ 23,9″ N, 87° 39′ 28″ W | Uptown                     |                                                 |
| 82    | Wrightwood Bungalow Historic District                    | Wrightwood Bungalow Historic District                    | 2004 ID-Nr. 04000975 | Blöcke 4600 und 4700 West Wrightwood Avenue 41° 55′ 49″ N, 87° 44′ 39″ W | Belmont Cragin             |                                                 |
| 83    | Yondorf Block and Hall                                   | Yondorf Block and Hall                                   | 1984 ID-Nr. 84000297 | 758 West North Avenue 41° 54′ 40″ N, 87° 38′ 53″ W | Lincoln Park               |                                                 |